# Миражное
Мира́жное (до 1948 года Айгу́л; укр. Міражне, крымскотат. Ayğul, Айгъул) — исчезнувшее село в Раздольненском районе Республики Крым, располагавшееся на северо-западе района, в степной части Крыма, присоединённое к селу Котовское. Сейчас — северо-восточная часть села.

## История
Видимо, деревня была покинута жителями, эмигрировавшими в Турцию, ещё перед присоединением Крыма к России, поскольку даже идентифицировать Айголь среди, правда, зачастую сильно искажённых, названий деревень в Камеральном Описании Крыма… 1784 года пока не удалось. На военно-топографических картах 1842 и 1865—1876 годов Айголь обозначался, как развалины деревни.
Вновь, как поселение Агайской волости Евпаторийского уезда, Айголь встречается в «…Памятной книжке Таврической губернии на 1900 год» согласно которой, в деревне числилось 48 жителей в 7 дворах. На 1914 год в селении действовала лютеранская школа грамотности. По Статистическому справочнику Таврической губернии. Ч.II-я. Статистический очерк, выпуск пятый Евпаторийский уезд, 1915 год, в деревне Айгол Агайской волости Евпаторийского уезда числилось 10 дворов с немецким населением в количестве 121 человека приписных жителей и 5 — «посторонних», из которых 60 мужчин и 66 женщин. Жители владели 243 десятинами удобной земли. В хозяйствах имелось 90 лошадей, 23 коровы и 75 голов мелкого скота.
После установления в Крыму Советской власти, по постановлению Крымревкома от 8 января 1921 года № 206 «Об изменении административных границ» была упразднена волостная система и село вошло в состав Бакальского района Евпаторийского уезда, а в 1922 году уезды получили название округов. 11 октября 1923 года, согласно постановлению ВЦИК, в административное деление Крымской АССР были внесены изменения, в результате которых округа были отменены, Бакальский район упразднён и село вошло в состав Евпаторийского района. Согласно Списку населённых пунктов Крымской АССР по Всесоюзной переписи 17 декабря 1926 года, в селе Айгул, в составе упразднённого к 1940 году Киргиз-Казацкого сельсовета Евпаторийского района, числилось 15 дворов, из них 14 крестьянских, население составляло 84 человека, из них 75 немцев и 9 русских. После создания постановлением ВЦИК РСФСР от 30 октября 1930 года Фрайдорфского еврейского национального района (переименованного указом Президиума Верховного Совета РСФСР № 621/6 от 14 декабря 1944 года в Новосёловский) (по другим данным 15 сентября 1931 года) село включили в состав Ак-Мечетского района. После создания в 1935 году Ак-Шеихского района (переименованного в 1944 году в Раздольненский) Айгул включили в его состав. Вскоре после начала Великой Отечественной войны, 18 августа 1941 года крымские немцы были выселены, сначала в Ставропольский край, а затем в Сибирь и северный Казахстан.
С 25 июня 1946 года Айгул в составе Крымской области РСФСР. Указом Президиума Верховного Совета РСФСР от 18 мая 1948 года, Айгул переименовали в деревню (позднее посёлок) Миражную. 26 апреля 1954 года Крымская область была передана из состава РСФСР в состав УССР. Время включения в Славновский сельсовет пока не установлено: на 15 июня 1960 года село уже числилось в его составе. К 1968 году посёлок Миражное присоединили к селу Котовское (согласно справочнику «Крымская область. Административно-территориальное деление на 1 января 1968 года» — в период с 1954 по 1968 годы).